# VK Prostějov
VK Prostějov (tjeckiska: Volejbalový Klub Prostějov) är en volleybollklubb från Prostějov, Tjeckien.
Klubben grundades 2007. Laget spelar i Extraliga (högsta serien) i Tjeckien och har blivit tjeckisk mästare nio gånger (2008–17) och vunnit tjeckiska cupen tio gånger (2008-2016, 2018).